# Natalichthys ori
Natalichthys ori är en fiskart som beskrevs av Winterbottom, 1980. Natalichthys ori ingår i släktet Natalichthys och familjen Pseudochromidae. Inga underarter finns listade i Catalogue of Life.